# Мартыновка (Ростовская область)
Марты́новка — хутор в Тарасовском районе Ростовской области России.
Административный центр Курно-Липовского сельского поселения.

## История
Хутор Мартыновка раньше назывался посёлком Ушаков-Ивановским. Его территория располагается вблизи реки Калитвенец. Территорию бывшего посёлка и окружной станицы разделяло расстояние в 43 версты.
По состоянию на 1763 год у Черкасской станицы был хутор Верхний Калитвинец, в котором проживало 36 мужчин. По другим данным это цифра была равна 40. В ноябре 1764 года численность населения составила 47 душ. Клировые ведомости, датированные 1801 годом, свидетельствуют о том, что на расстоянии 15 верст от слободы Степановки на реке Большой Калитвенец находился хутор, принадлежавший майору Никите Мартынову. В составе хутора было 24 двора, 113 мужчин и 89 женщин. Также на территории хутора проживало ещё 28 человек. В 1859 году в составе хутора находилось 13 дворов.

## Население
| 2010 |
| ---- |
| 432  |

## Улицы
- ул. Мира,
- ул. Молодёжная,
- ул. Садовая,
- пер. Советский,
- ул. Солнечная,
- ул. Степная,
- ул. Центральная.